# Björn Borg (nedador)
  Björn Borg    (comtat de Västra Götaland, 14 de novembre de 1919 - Zúric, 13 d'abril de 2009) fou un nedador suec, especialista en estil lliure, que va competir durant les dècades de 1930 i 1940.
El 1936 va prendre part en els Jocs Olímpics d'Estiu de Berlín, on va disputar dues proves del programa de natació. Fou vuitè en la prova dels 4x200 metres lliures, mentre en els 100 metres esquena quedà eliminat en semifinals.
En el seu palmarès destaquen dues medalles d'or, en els 400 i 1.500 metres lliures, del Campionat d'Europa de natació de 1938 i 23 campionats nacionals. Durant la seva carrera va batre cinc rècords europeus i 35 de suecs. Per aquests èxits, el 1938 va rebre la Svenska Dagbladets guldmedalj.
El 1959 Borg es va traslladar a Suïssa, on va treballar d'empresari. Va morir a Zúric als 89 anys.